# Seis dias de Breslau
Os Seis dias de Breslau era uma corrida de ciclismo de pista, da modalidade de seis dias, que se disputava em Breslavia, quando esta cidade pertencia a Alemanha. A sua primeira edição data do 1921 e durou até 1931.

## Palmarés
| Ano       | Vencedores                        | Segundos                           | Terceiros                            |
| --------- | --------------------------------- | ---------------------------------- | ------------------------------------ |
| 1921      | Willy Lorenz Eugen Stabe          | Karl Saldow Willy Techmer          | Hermann Packebusch Arthur Stellbrink |
| 1922-1923 | edições não realizadas            | edições não realizadas             | edições não realizadas               |
| 1924      | Willy Lorenz Franz Krupkat        | Giuseppe Oliveri Alessandro Tonani | Richard Golle Eugen Stabe            |
| 1925      | edição não realizada              | edição não realizada               | edição não realizada                 |
| 1926      | Ernst Feja Piet van Kempen        | Aloïs Persyn Jules Verschelden     | Fritz Knappe Willy Rieger            |
| 1927      | Charles Lacquehay Georges Wambst  | Paul Kroll Werner Miethe           | Fritz Bauer Oskar Tietz              |
| 1928      | Costante Girardengo Willy Rieger  | Charles Lacquehay Georges Wambst   | Lothar Ehmer Georg Kroschel          |
| 1929      | Emil Richli Willy Rieger          | Lothar Ehmer Georg Kroschel        | Fritz Knappe Werner Miethe           |
| 1930      | Paul Buschenhagen Piet van Kempen | Erich Junge Jan Pijnenburg         | Karl Goebel Willy Rieger             |
| 1931      | Willy Rieger Piet van Kempen      | Adolf Schoen Jan Pijnenburg        | Fritz Preuss Paul Resiger            |